# Vällingby parkstad

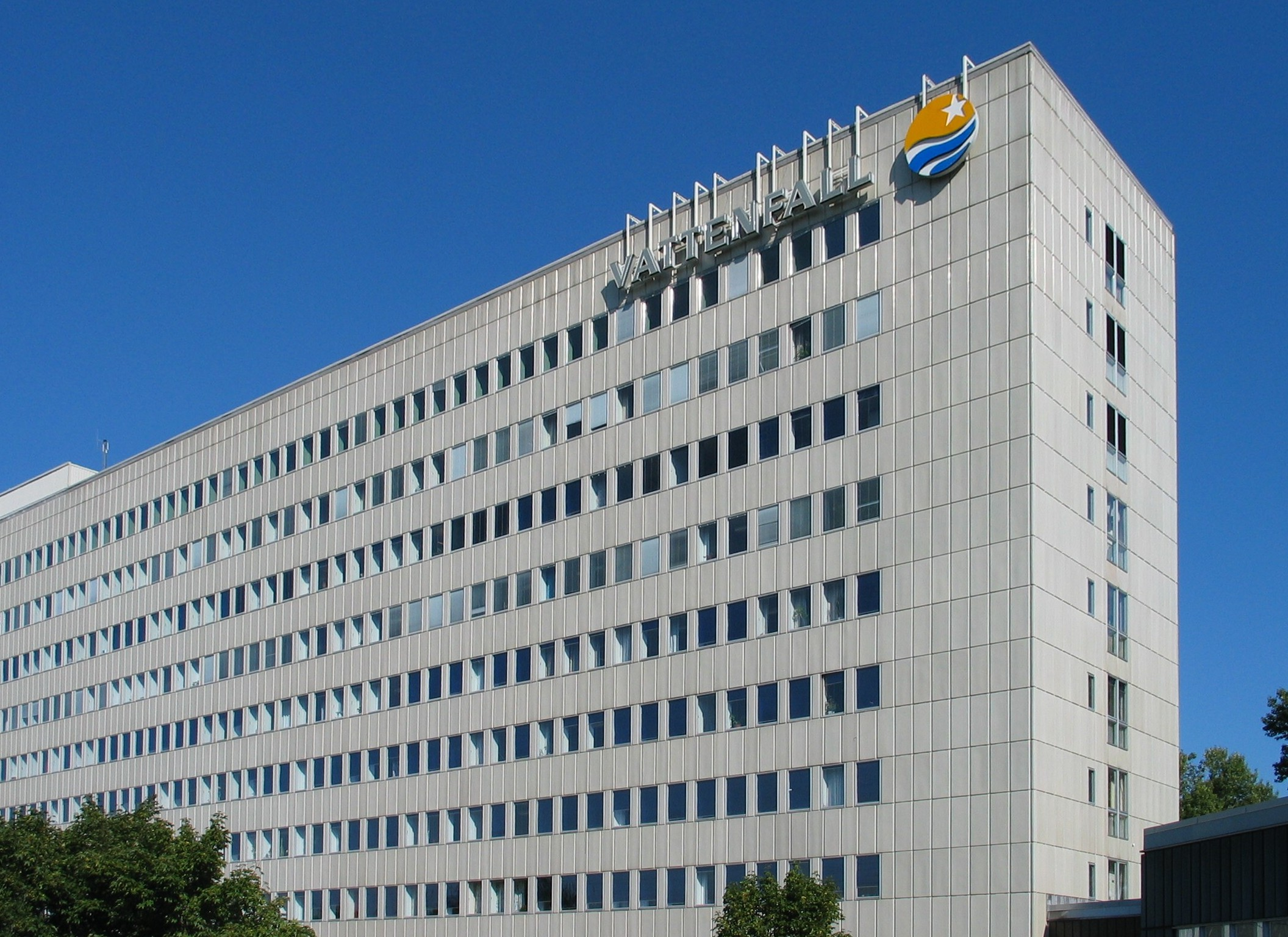
Vattenfalls kontor i området.

Vällingby parkstad är arbetsnamnet för ett stadsbyggnadsprojekt i stadsdelen Råcksta i Västerort inom Stockholms kommun. Syftet med projektet är att omvandla kvarteret Vattenfallet till ett blandat bostads-, verksamhets- och handelsområde sedan Vattenfall AB lämnat sitt nuvarande huvudkontor i området vid årsskiftet 2012/13.

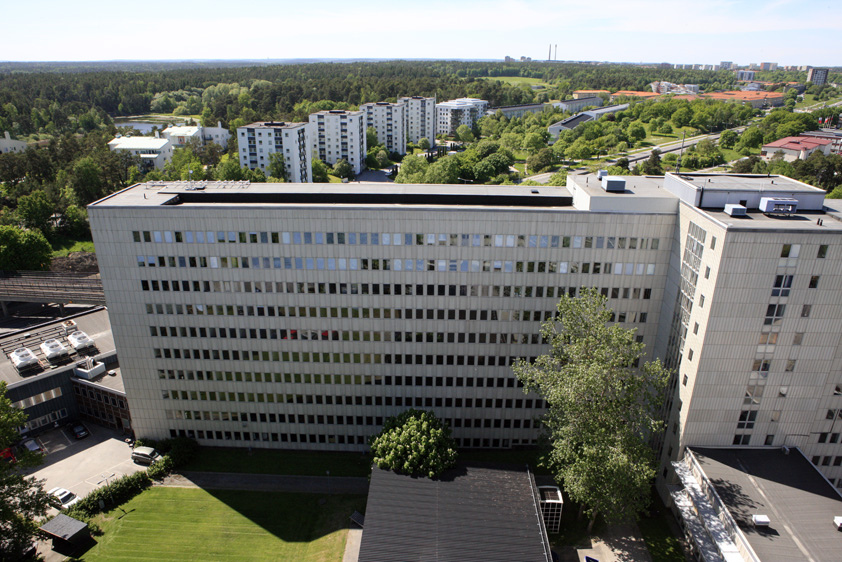
Vällingby parkstad. Vy från ett av de f.d. Vattenfallhusen mot ett annat av dem.

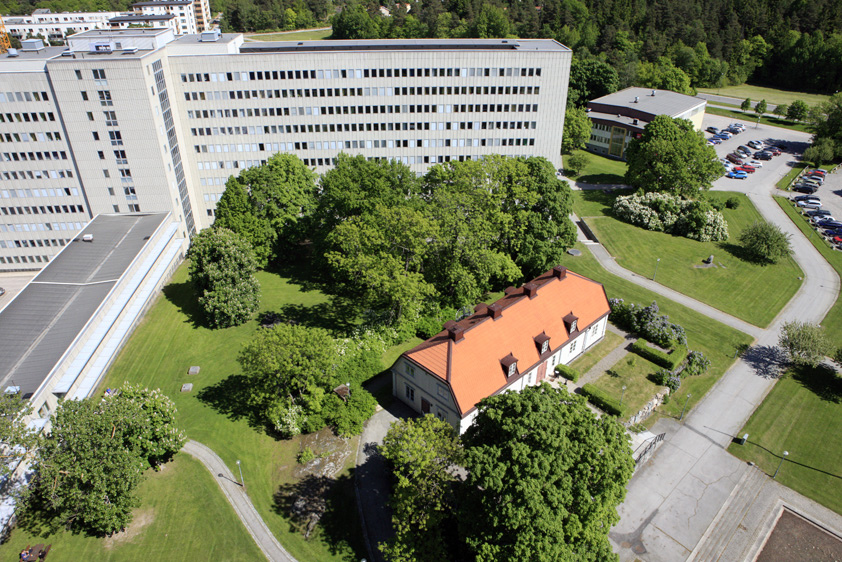
Vällingby parkstad och Råcksta gård.

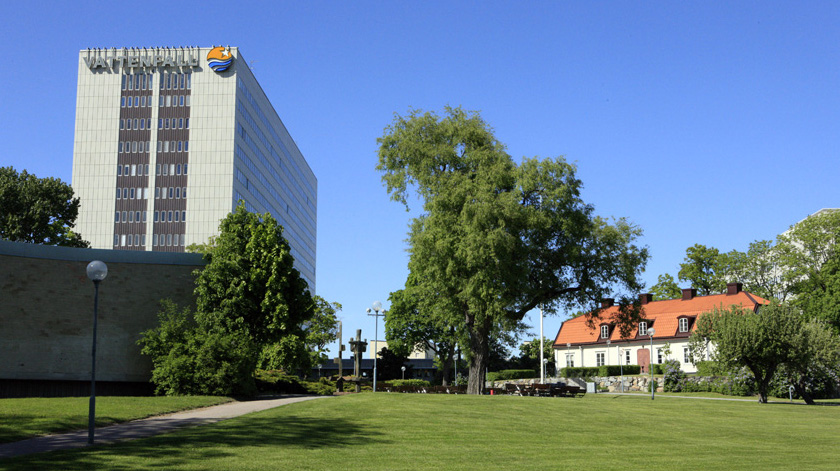
Vällingby Parkstad. Vy upp mot Råcksta gård.

Detaljplanen för Vällingby parkstad har vunnit laga kraft vilket innebär att byggandet kan påbörjas. Ambitionen är att bygga 1 200 lägenheter, ett hundratal stadsradhus och även ca 10 000 kvadratmeter för serviceverksamhet.

## Historik
Råcksta har funnits som en gårdsplats sedan medeltiden. I anslutning till Råcksta gård har man under utgrävningar bland annat hittat kammar, rembeslag, spännen, lerurnor och spikar daterade från järnålder och en bit in i vikingatiden, runt år 1000.
Det statliga bolaget Vattenfall etablerade sitt huvudkontor i området på 1950-talet för som mest 3 000 anställda. Kontoret stod då för det viktiga A:et ("arbete") i ABC-staden, som fick sitt genomslag under bostadsbyggandet i Sverige på 1950-talet. Vällingby var pionjär för ABC-staden och fick stor uppmärksamhet internationellt. 

## Projektet
Vattenfalls nuvarande kontorshus blir bostäder, kontor och serviceinrättningar. Nya hus byggs i området, bland annat stadsradhus och ett profilhus i tretton våningar ritat av den danska arkitektbyrån 3XN. Längs med Jämtlandsgatan kommer fyra nya punkthus av 50-talskaraktär med elva våningar att byggas. Dessa sammanlänkas med tvåvåningsbyggnader med plats för butiker och serviceinrättningar.
De boende och arbetande i området kommer att få möjligheten att bestämma hur stadsradhusen ska utformas inom vissa ramar. Byggandet av stadsradhusen kommer att ske med stöd från fastighetsutvecklare, arkitekter och byggare.
60-talspaviljongen, som idag är restaurangbyggnad för Vattenfallsanställda, Råcksta gård, en herrgårdsbyggnad från 1720-talet och Gunnar Martinssons park kommer att bevaras.
Vällingby parkstad ligger vid Råcksta tunnelbanestation.